# Jimmy Kelly (calciatore 1957)
James William Kelly, meglio conosciuto come Jimmy Kelly (Carlisle, 2 maggio 1957), è un ex calciatore inglese, di ruolo centrocampista.

## Carriera
Si forma calcisticamente nel Manchester Utd, con cui esordì in campionato il 20 dicembre 1975 nella vittoria casalinga per 1-0 contro il Wolverhampton. Quella rimarrà l'unica presenza con i Red Devils, che conclusero la stagione 1975-1976 al terzo posto.
Nell'estate 1976 passa in prestito agli statunitensi del Chicago Sting, con cui nella North American Soccer League 1976 raggiungerà i quarti di finale nei playoff per il titolo, persi contro i futuri campioni dei Toronto Metros-Croatia. Acquistato definitivamente dagli Sting per la stagione seguente, chiusa già nella fase a gironi, nel corso del campionato 1978 fu ceduto ai L.A. Aztecs, con cui non riuscì ad accedere ai playoff per il titolo.
Nella North American Soccer League 1980 è in forza ai Tulsa Roughnecks, con cui raggiunse gli ottavi di finale nei playoff per il titolo, persi contro i futuri campioni del N.Y. Cosmos.
Nel corso della stagione 1981 passa ai canadesi del Toronto Blizzard, con cui non riuscì a raggiungere i playoff per il titolo.
Contemporaneamente e successivamente al calcio, Kelly in Nordamerica si dedicò anche all'indoor soccer, militando nella NASL Indoor nelle squadre dei Roughnecks e Blizzard, mentre nella MISL con i L.A. Lazers.